# Aigialeia (provincie)
Aigialeia was een provincie van Griekenland in het departement Achaea. De hoofdstad van Aigialeia was Aigio.